# Успенка (Луганская область)
Успенка — посёлок в Лутугинском районе Луганской области Украины. Исторические названия — Ольховка, Успенск.
Де факто — с 2014 года населённый пункт контролируется самопровозглашённой Луганской Народной Республикой. Посёлок образует Успенский поселковый совет.

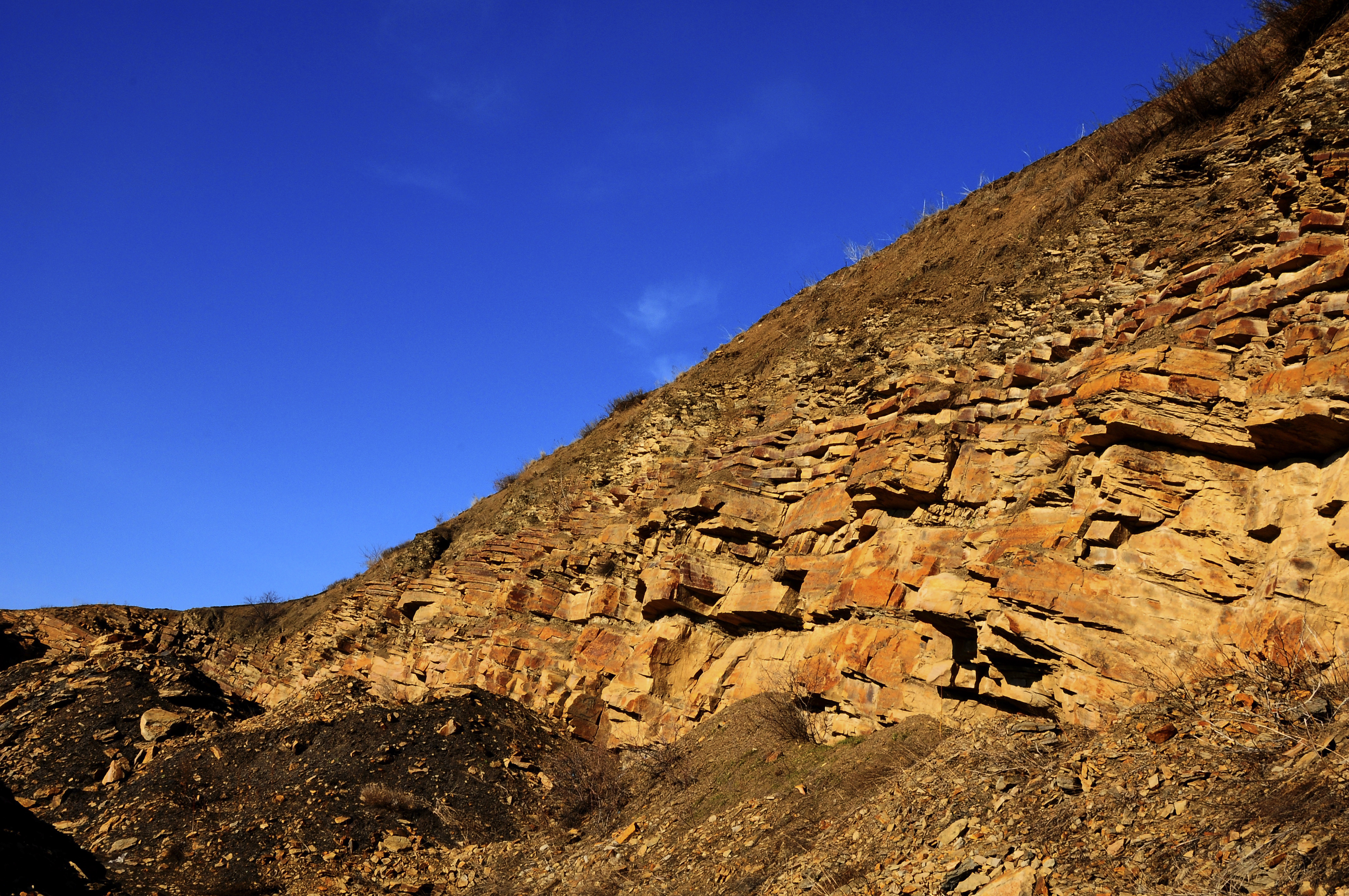
Успенские горы

## География
Посёлок расположен на реке Ольховой, на месте впадения её правого притока, Сухой Ольховатой. Ближайшие населённые пункты: посёлок Врубовский (примыкает) и Белореченский на северо-западе; посёлки Ясное, Новопавловка, сёла Захидное (Лутугинского района), Ушаковка (все выше по течению Ольховой) на западе, посёлки Мирное, Малониколаевка на юго-западе, села Круглик на юге, Волнухино и посёлок Лесное (Лутугинского района) на юго-востоке, город Лутугино на востоке, посёлки Челюскинец на северо-востоке и Ленина на севере.

## История

### XVIII в. — 1917

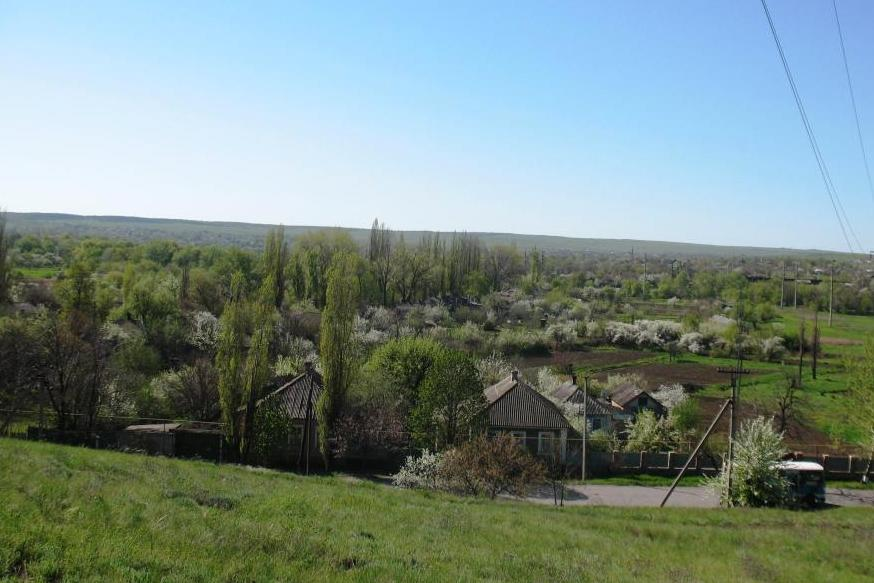
Панорама Успенки

Основан в XVIII веке беглыми крестьянами из Екатеринославской и центральных губерний России. Во второй половине XVIII века 36600 десятин земли отданы как ранговая дача Н. Е. Шевичу, который тут поселил сербов, хорватов, валахов, русских и украинских крестьян, основав в 1755 году слободу Ольховая (от названия реки Ольховая). Название Успенка — с 1764 года, хотя западную часть посёлка и сегодня называют Ольховкой. Почти одновременно рядом возникли поселения Водяное, Куцурбовка, Малюки, позже соединившиеся с Успенкой. В конце XVIII века параллельное название — село Успенское.
В 1809 году «тщанием генерал-майора Николая Шевича» построена каменная Воскресенская церковь.
В 1802 году в Успенке, с позволения владельца земли помещика Шевича, начали добывать уголь для Луганского чугунолитейного завода на примитивных шахтах. В 1803—1827 годах добыто 903500 пудов угля. В 1830 году Шевич передал Луганскому чугунолитейному заводу 85 десятин земли, на которых началось строительство казённых шахт.
В 1859 году в Успенке было 388 дворов и 2382 человека населения; была почтовая станция, ежегодно проходило 2 ярмарки.
В 1870 году в 4 км от села построен участок железной дороги Харьков—Царицын, что дало стимул развитию угледобычи. В 1875 году открыта 3-классная церковно-приходская школа, а в 1879 году — 4-классная земская школа. В 1878 году открыт медпункт. В 1891 году вблизи посёлка начали строительство шахт немец Шмидт, француз Клод де Буар и другие. В 1896 году бельгийское акционерное общество доменных печей и фабрик начало строительство Ольховского чугунолитейного завода (построен в 1898 году). В 1900 году продукция завода составляла 5,6 % всего чугуна, производившегося на юге России. В гражданскую войну разрушен и больше не восстановлен. В 1897 году в селе было 750 крестьянских хозяйств и 4967 жителей. В 1898 году построен Ольховский коксобензольный завод (120 коксовых печей). В конце 1890-х годов было построено несколько новых шахт, в том числе иностранного капиталиста Кукса — «Мария», «Алиса», «Николай»; открыта больница на 16 коек для 19 населённых пунктов Успенской и соседних волостей.

### Начало XX века. Забастовки
В мае 1900 года на шахтах произошли массовые забастовки, для подавления которых были вызваны сотня казаков и батальон пехоты — арестовано 32 человека, из них 25 осуждены.
24 ноября 1905 года крестьяне под руководством вернувшегося из тюрьмы активиста забастовок 1900 года Авилова выгнали из имений помещиков Попова и Козловского, разобрав инвентарь и скот. Для подавления бунта были присланы солдаты и казаки; организаторы и активисты восстания арестованы. Авилов во время перестрелки с казаками погиб.
В июле 1906 года бастовали рабочие Ольховского чугунолитейного завода, к ним присоединились шахтёры. В результате руководство завода пошло на некоторые уступки.
21 октября 1911 года бастовали шахтёры шахты «Надежда»; 12 июня 1912 года — шахты «Михаил», 21 января 1913 года — «Мария».
В 1914 году открыта библиотека.

### 1918—1941
В апреле 1917 года создан волостной Совет рабочих депутатов (председатель А. Е. Стрижаченко, вернувшийся из тюрьмы за убийство урядника). В мае по решению Совета более 7000 десятин земли помещика Козловского было роздано безземельным и малоземельным крестьянам. В середине октября для противодействия частям генерала Каледина из революционно настроеных рабочих и крестьян создан Успенско-Козловский красногвардейский отряд под командованием В. Безуглого (350 человек). В конце ноября установлена Советская власть.
В конце апреля 1918 года Успенку захватили немцы, но уже в конце года отступили. На их место пришли белогвардейцы.
20 января 1919 года отряды под командованием В. С. Чернявского и Г. Я. Заплавского снова установили Советскую власть. 27 мая деникинцы вновь захватили посёлок; в конце декабря части Красной Армии изгнали белых.

### Довоенный период
Во второй половине 1920 года создан комбед (председатель П. И. Слюсаренко), а также два ТОЗа из 34 крестьянских хозяйств, которые в 1925 году объединились в сельскохозяйственную артель.
Началось восстановление шахт и коксохимического завода. К 1926 году были восстановлены все шахты, в том числе крупнейшие: «Мария» (с 1924 года — шахта «Красный Октябрь», после ВОВ — им. В. И. Ленина), «Надежда» (позже — им. К. Е. Ворошилова), «Павел» (им. С. М. Будённого); коксовый завод производил 150 т кокса в сутки. В 1929 году на Ольховском коксохимическом з-де построена новая коксовая батарея на 30 печей с цехом улавливания химотходов.
В 1923 году посёлок стал райцентром. В 1925 году реконструирована больница до 30 коек, было две начальных и неполная средняя школы, четыре группы ликбеза, два клуба, библиотека (6600 томов). В 1928 году открыта сельскохозяйственная школа, вскоре реорганизованная в техникум с агрономическим и зоотехническим отделениями.
Весной 1930 года в Успенке создан колхоз «Шлях до соціалізму» (291 крестьянское хоз-во). В 1931 году в соседнем селе Куцурбовка создана артель им. Демьяна Бедного. В 1935 году окрестные колхозы и совхозы были объединены два крупных колхоза: «Успенский» с центром в с. Ясное и им. XVI партсъезда с центром с. Лесное.
28 октября 1938 года Успенка получила статус посёлка городского типа. В этом же году возле Ольховского коксохомического завода открыта ещё одна больница на 30 коек. По данным переписи 1939 года население посёлка составило 8330 человек. В 1940 году в посёлке было 1760 домов, два сквера, фруктовый сад, 32 магазина, торговые палатки. Имелся водопровод, электроосветительная и радиотрансляционная сети. Было пять школ (из которых две средние), и пять библиотек (38000 томов).

### Великая Отечественная война
К концу 1941 года большая часть оборудования предприятий эвакуирована.
17 июля 1942 года немцы оккупировали посёлок; в августе за отказ работать немцы вывезли на шахту № 1-бис 74 человека, расстреляли и сбросили в шурф; на работу в Германию угнаны 2500 человек. В июле создана подпольная комсомольская группа под руководством работника Успенского райкома компартии М. С. Буцкой; в сентябре она была арестована, 15 декабря перевезена в тюрьму города Ворошиловграда, расстреляна в районе Острой Могилы. М. С. Буцкая посмертно награждена медалью «Партизану Отечественной войны» 1 степени[уточнить]; после освобождения посёлка от оккупантов её прах перевезен в посёлок и захоронен в братской могиле.
В начале 1943 года красноармеец И. П. Чернявский, бежавший из плена и скрывавшийся в посёлке, организовал партизанскую группу из 50 человек; 5 февраля отряд захватил село удерживал его до прихода Советской Армии. В бою погиб командир и несколько партизан, они похоронены в братской могиле в Успенке. И. П. Чернявский посмертно награждён медалью «Партизану Отечественной войны» 1 степени.[уточнить]
18 февраля 1943 года части 14-й гвардейской дивизии подполковника В. В. Русакова освободили посёлок.
На фронтах ВОВ сражались около 3000 жителей, 564 погибли, 2600 награждены орденами и медалями.

### После войны

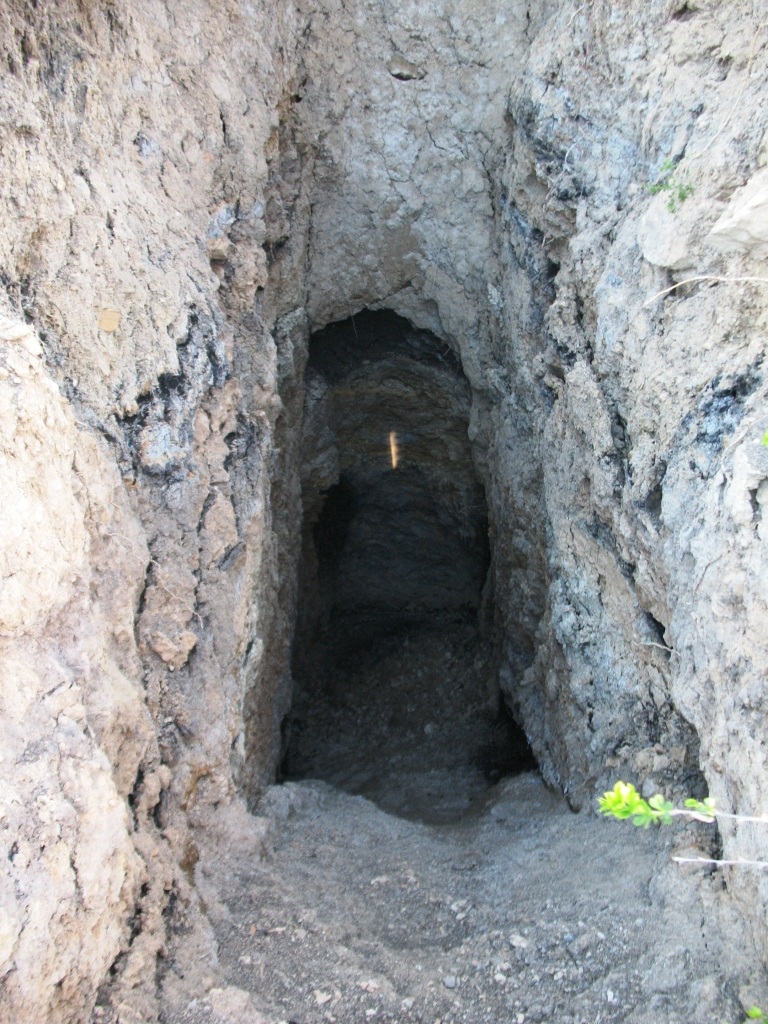
Нелегальная самодельная шахта-копанка близ Успенки.

К июлю шахты Успенского рудоуправления отгрузили 15330 т угля; в конце года на коксохимическом з-де работали 3 батарее печей, к пер. плов. 1944 г. восстановлен довоенный уровень.
В 1944 г. восстановлены шахты им. Ворошилова, им. Ленина; на окраине построены 4 небольших шахты для компенсации нехватки топлива (впоследствии закрыты из-за нерентабельности).
В 1945 г. создана Успенская автобаза (в 1963 г. было 92 автобуса, 233 грузовых автомобиля).
В 1946 г. на коксохимическом з-де построены 4 коксовые батареи из 110 печей (157400 т кокса в год), аммиачное отделение; в 1947 г. — бензольное отделение.
В 1959—1963 годах входит в Александровский р-н; в 1963—65 гг. — Артёмовский р-н г. Ворошиловград.
В 1963 г. к пос. присоединено с. Ольховка.
В 1965 г. из состава Успенской автобазы создано АТП № 12131 (в 1975 г. — 196 автомобилей).
В 1970 г. коксохимический з-д награждён орденом Ленина; с 1972 г. стал цехом Коммунарского коксохомического з-да.
В 1971—75 гг. посажено 31000 деревьев.
В 1972 г. создана СТО ВАЗ.
На 1976 г.: 14500 чел., цех Перевальского РМЗ (до августа — центральные электромеханические мастерские), Лутугинская районная типография. хлебозавод (построен в 1953 г., 54 т х\б изделий\сут.), 5621 жилой дом, 2500 га зелёных насаждений, водохранилище 60 га, 15 магазинов, 3 больницы на 330 коек, 2 поликлиники, профилакторий, противотуберкулёзный диспансер, 4 детских сада-ясель, 3 СШ, СШ рабочей молодёжи, ДК (эстрадный оркестр, вокальный и танцевальный женские ансамбли), 2 клуба, летний кинотеатр, 6 библиотек (в том числе 2 детские).
В январе 1989 года численность населения составляла 12 555 человек.
По состоянию на 1 января 2013 года численность населения составляла 8895 человек.

## Достопримечательности
Вблизи выявлен курганный могильник из 4 курганов.
Есть серо-водородный источник, который течет из заброшенного шурфа шахты «Алиса», имеет постоянную температуру и летом и зимой (зимой не замерзает).

## Местный совет
92006, Луганская обл., Лутугинский р-н, пгт. Успенка, м-н. Борцов Революции, 35.

## Уроженцы
- Коломоец, Андрей Филиппович (1923—2002) — Герой Советского Союза.
- Кезикова, Нина Георгиевна (1925—1943) — подпольщица Великой Отечественной войны, участница антифашистской организации «Молодая Гвардия».
- Коваленко, Виктор Васильевич —  генерал-майор полиции, начальник Управления ГИБДД ГУ МВД России по г. Москве.
- Саленко, Юрий Михайлович —  генерал-майор авиации, советский военачальник Начальник штаба, 1-й заместитель командующего войсками 24-й воздушной армии.
- Шаповалов, Александр Тимофеевич (1916—1976) — Герой Советского Союза.
- Чоп Н. И. — заслуженная артистка УССР, актриса Луганского областного драматического театра.

- Митрополит Феодосийский и Керченский Платон (Удовенко).